# 维也纳莫扎特音乐会
维也纳莫扎特音乐会包括100首以上这位维也纳经典音乐作曲家的伟大作品。音乐会用以纪念伟大的奥地利作曲家沃尔夫冈·阿马多伊斯·莫扎特（Wolfgang Amadeus Mozart）。音乐会风格与18世纪基本一样是学院派风格。在莫扎特音乐会上，通常会演奏莫扎特那诸多而闻名的单曲、协奏曲、独奏曲，以及序曲、咏叹调和二重奏。
表演地点：
- 维也纳金色大厅（MUSIKVERIN-Golden Hall）
- 维也纳国家剧院（WIENER STAATSOPER (VIENNA STATE OPERA)）
- 莫扎特音乐大厅（KONZERTHAUS – Great Hall, Mozart Hall）
- 霍夫堡皇家宫殿大厅（HOFBURG (IMPERIAL PALACE)–Great Hall）

## 外部連結
- 古典音樂 Midi
- Compact Mozart biography （页面存档备份，存于）
- World Wide Ticketing